# Biografielijst Rs

## Rsj
- Theodorus Rsjtoeni (ca. 595-656), Armeens edelman en bestuurder